# Estación Hôtel des Monnaies/Munthof
La estación Hôtel des Monnaies/Munthof es una estación del sistema de metro de Bruselas, que se ubica en el segmento más meridional de las líneas 2 y 6. Fue inaugurada el día 2 de octubre de 1988 y se localiza bajo el anillo pequeño de Bruselas, cerca del Centro Médico Universitario de San Pedro, en Saint-Gilles.
Se encuentra en la Rue de l'Hôtel des Monnaies/Munthofstraat, de la cual recibe el nombre, donde se acuñaba el franco belga. Durante la construcción, los trabajos en los túneles iban paralelos a los cimientos de las antiguas murallas de la ciudad, que se encontraban a 10 metros bajo la superficie. Estos muros hoy forman parte de la estación.